# Опет имам разлога да живим
Опет имам разлога да живим је девети студијски албум српске певачице Ане Бекуте, објављен 1996. године у издању ПГП РТС. Текстове већине песама написала је Марина Туцаковић, а поред ње се као писац текстова појединих песама нашао и Пера Стокановић. Бекута је убрзо након Маринине смрти открила да су стихови песме „Златиборске зоре” настали тако што су Марина и њен супруг Александар Радуловић Фута, који је такође учествовао у стварању албума као продуцент и композитор већине песама, те године били у свађи, те су се помирили на Златибору.
Музички спотови снимљени су за четири песме — „Краљ поноћи”, „Златиборске зоре”, „Заволех те” и „Умри мушки”.

## Песме
| №               | Назив                      | Текст            | Музика               | Аранжман             | Трајање |  |
| 1.              | Краљ поноћи                | Марина Туцаковић | Александар Радуловић | Александар Радуловић | 3:50    |  |
| 2.              | Златиборске зоре           | Марина Туцаковић | Александар Радуловић | Александар Радуловић | 2:58    |  |
| 3.              | Опет имам разлога да живим | Марина Туцаковић | Александар Радуловић | Александар Радуловић | 3:10    |  |
| 4.              | Заволех те                 | Марина Туцаковић | Александар Радуловић | Александар Радуловић | 2:57    |  |
| 5.              | Умри мушки                 | Марина Туцаковић | Александар Милић     | Дејан Абадић         | 3:03    |  |
| 6.              | Иду ветрови                | Марина Туцаковић | Александар Радуловић | Александар Радуловић | 3:11    |  |
| 7.              | Богови су хтели            | Пера Стокановић  | Пера Стокановић      | Срки бој             | 3:30    |  |
| 8.              | Нек' срце проговори        | Пера Стокановић  | Пера Стокановић      | Срки бој             | 3:00    |  |
| 9.              | Да ти душа залута у рај    | Пера Стокановић  | Пера Стокановић      | Срки бој             | 3:00    |  |
| 10.             | Све сам стекла сама        | Марина Туцаковић | Александар Радуловић | Александар Радуловић | 3:12    |  |
| Укупно трајање: | Укупно трајање:            | Укупно трајање:  | Укупно трајање:      | Укупно трајање:      | 31:51   |  |